# Bonfim (Minas Gerais)
Bonfim is een gemeente in de Braziliaanse deelstaat Minas Gerais. De gemeente telt 6.902 inwoners (schatting 2009).

## Aangrenzende gemeenten
De gemeente grenst aan Belo Vale, Brumadinho, Crucilândia, Piedade dos Gerais en Rio Manso.